# Alec Wainman
Alec Wainman (1913-1989) fue un lingüista y  fotógrafo que se unió a los voluntarios médicos británicos en la guerra civil española, donde tomó una enorme cantidad de fotos.

## Vida y trabajo
Alec Wainman nació el 11 de marzo de 1913 en North Yorkshire, Reino Unido, como Alexander Wheeler Wainman. Se crio en Vernon, Canadá, regresó a Inglaterra en 1928 y estudió ruso e italiano en Oxford. Durante los años 1934 y 1935 trabajó en la embajada británica de Moscú.
Al comienzo de la guerra civil española, en 1936, fue a España como intérprete del bando republicano y se apuntó como conductor de ambulancia a la Unidad Médica Británica. Esto le permitió satisfacer su pasión por la fotografía capturando fotos de la vida en la retaguardia republicana. Sufriendo de hepatitis, regresó a Gran Bretaña en 1938. Al final de la guerra ayudó a sacar a refugiados españoles de los campos de concentración franceses y a traerlos a Inglaterra.
Durante la Segunda Guerra Mundial sirvió en la dirección de Operaciones Especiales del Ejército Británico. Volvió a la vida civil como profesor de estudios eslavos de la Universidad de Columbia Británica en Vancouver. Wainman murió en 1989.

## Colección de fotos de Wainman
En 1975, Wainman envió su colección fotográfica y su dietario a un editor de Londres para publicarlos. Sin embargo el editor quebró y no llegó a publicar el material enviado, que al final se dio por perdido. Fue su hijo John Alexander Wainman (seudónimo Serge Alternés), quien, después de una intensa investigación, en 2013 recuperó la colección de fotos y el diario de su padre y publicó una selección en el libro Almas vivas.

## Exposiciones
- Museo de Historia de Cataluña 1919-1920: Más allá de las trincheras (1936-1939). Muestra algunos objetos personales y más de 150 fotografías de Wainman de la guerra civil española.[5]

## Película
Película sobre Wainman: Sin ti no existiría.